# Угорська вижла
Вижла, угорська короткошерста вижла, угорська лягава (угор. magyar vizsla) — порода мисливських собак.

## Походження
Предки сучасних угорських лягавих були відомі ще з X століття — найімовірніше, вони з'явилися на території Карпат з мадярськими кочовими племенами. Вижла протягом багатьох років були фаворитами угорської знаті. Ці собаки мали яскравий рудо-золотистий окрас.
Завдяки своєму тонкому нюху вижла чітко і швидко працює по сліду. Крім того, до мисливських достоїнств цієї собаки можна віднести витривалість, відмінну стійку, уміння адаптуватися до складних погодних умов і практично будь-якій місцевості: вижла працює однаково добре як на пересіченій місцевості, так і в заростях болотних рослин.

## Зовнішній вигляд
Традиційне забарвлення угорської вижли — рудувато-золотистий і його різні відтінки. Небажані червонуватий або темно-коричневий тони. При цьому допускається невелика біла пляма на грудях. Що стосується структури вовни — існує два різновиди угорської вижли: жорсткошерста й короткошерста. У жорсткошерстої вижли шерсть довша і більш жорстка на дотик, вона не так щільно прилягає до тіла. У короткошерстих — шерсть коротка, гладка, густа і щільноприлегла.
Колір носа, подушок лап і кігтів обов'язково повинен збігатися з забарвленням шерсті. Це є характерною ознакою угорської вижли, що відрізняє породу від інших, схожих за забарвленням собак, таких як родезійський ріджбек, у яких ніс і подушки лап — чорні.
Угорська вижла — витончений і стрункий собака, що володіє м'язистою статурою, але виглядає при цьому дуже граційно та елегантно. Це собака середніх розмірів: його висота в холці становить від 54 до 64 см, а вага — 20-27 кг . У угорського лягавого собаки глибокі і широкі груди, міцний поперек і сильні кінцівки.
У вижли суха голова з мордою прямокутної форми, низько посаджені висячі вуха, закруглені на кінцях, карі або ж темно-карі очі.

## Характер
Доброзичлива і ласкава вижла легко сходиться з людьми. У сім'ї вона, як правило, вибирає собі одного господаря. Угорська вижла — дуже енергійний і рухливий собака, він рідко перебуває в стані повного спокою. У повсякденному житті вижла потребує активних занять.
Це зазвичай дуже спокійні та врівноважені собаки, вони рідко проявляють агресію, за ставленням до більшості людей доброзичливі. Віддані своїм господарям і готові захистити їх у будь-який момент. Відважний та розумний собака, що з легкістю піддається дресируванню. Але, як і з іншими собаками, у процесі навчання слід пам‘ятати, що застосування агресії чи фізичної сили до собаки лише створюватиме проблеми в майбутньому, адже емоційний стан собаки безпосередньо впливатиме на розуміння й правильне виконання команд. На нього можна вплинути лише за допомогою терпеливості та й уважного ставлення.